# Општина Ваље де Браво (Мексико)
Ваље де Браво (шп. Valle de Bravo) општина је у Мексику у савезној држави Мексико. Општина се налази на надморској висини од 1825 м.

## Становништво
Према подацима из 2010. у општини је живело 61599 становника.

### Хронологија
| Година       | 2000                  | 2005                  | 2010                  |
| ------------ | --------------------- | --------------------- | --------------------- |
| Становништво | 57375 (28212 / 29163) | 52902 (25882 / 27020) | 61599 (30296 / 31303) |

### Попис
| \| \| м \| \| \| ж \| \| 0—2 \| 1.982 \| \| \| 1.885 \| \| 3—5 \| 1.966 \| \| \| 1.919 \| \| 6—11 \| 3.926 \| \| \| 3.718 \| \| 12—14 \| 1.841 \| \| \| 1.854 \| \| 15—17 \| 1.996 \| \| \| 1.937 \| \| 18—24 \| 4.242 \| \| \| 4.456 \| \| 60+ \| 2.075 \| \| \| 2.375 \| \| Просек : \| 27,3 \| \| \| 28,3 \| |       |  |  |       |
| |       |  |  |       |
| | м     |  |  | ж     |
| 0—2 | 1.982 |  |  | 1.885 |
| 3—5 | 1.966 |  |  | 1.919 |
| 6—11 | 3.926 |  |  | 3.718 |
| 12—14 | 1.841 |  |  | 1.854 |
| 15—17 | 1.996 |  |  | 1.937 |
| 18—24 | 4.242 |  |  | 4.456 |
| 60+ | 2.075 |  |  | 2.375 |
| Просек : | 27,3  |  |  | 28,3  |

| #   | Индикатор                                                                                        | Вредност |
| --- | ------------------------------------------------------------------------------------------------ | -------- |
| 1   | Становништво од 0 до 2 године                                                                    | 3867     |
| 2   | Мушко становништво од 0 до 2 године                                                              | 1982     |
| 3   | Женско становништво од 0 до 2 године                                                             | 1885     |
| 4   | Становништво са 3 и више година                                                                  | 57496    |
| 5   | Мушко становништво са 3 и више година                                                            | 28199    |
| 6   | Женско становништво са 3 и више година                                                           | 29297    |
| 7   | Становништво са 5 и више година                                                                  | 54848    |
| 8   | Мушко становништво са 5 и више година                                                            | 26865    |
| 9   | Женско становништво са 5 и више година                                                           | 27983    |
| 10  | Становништво са 12 и више година                                                                 | 45967    |
| 11  | Мушко становништво са 12 и више година                                                           | 22307    |
| 12  | Женско становништво са 12 и више година                                                          | 23660    |
| 13  | Становништво са 15 и више година                                                                 | 42272    |
| 14  | Мушко становништво са 15 и више година                                                           | 20466    |
| 15  | Женско становништво са 15 и више година                                                          | 21806    |
| 16  | Становништво са 18 и више година                                                                 | 38339    |
| 17  | Мушко становништво са 18 и више година                                                           | 18470    |
| 18  | Женско становништво са 18 и више година                                                          | 19869    |
| 19  | Становништво од 3 до 5 година                                                                    | 3885     |
| 20  | Мушко становништво од 3 до 5 година                                                              | 1966     |
| 21  | Женско становништво од 3 до 5 година                                                             | 1919     |
| 22  | Становништво од 6 до 11 година                                                                   | 7644     |
| 23  | Мушко становништво од 6 до 11 година                                                             | 3926     |
| 24  | Женско становништво од 6 до 11 година                                                            | 3718     |
| 25  | Становништво од 8 до 14 година                                                                   | 8760     |
| 26  | Мушко становништво од 8 до 14 година                                                             | 4432     |
| 27  | Женско становништво од 8 до 14 година                                                            | 4328     |
| 28  | Становништво од 12 до 14 година                                                                  | 3695     |
| 29  | Мушко становништво од 12 до 14 година                                                            | 1841     |
| 30  | Женско становништво од 12 до 14 година                                                           | 1854     |
| 31  | Становништво од 15 до 17 година                                                                  | 3933     |
| 32  | Мушко становништво од 15 до 17 година                                                            | 1996     |
| 33  | Женско становништво од 15 до 17 година                                                           | 1937     |
| 34  | Становништво од 18 до 24 године                                                                  | 8698     |
| 35  | Мушко становништво од 18 до 24 године                                                            | 4242     |
| 36  | Женско становништво од 18 до 24 године                                                           | 4456     |
| 37  | Женско становништво од 15 до 49 година                                                           | 17180    |
| 38  | Становништво са 60 и више година                                                                 | 4450     |
| 39  | Мушко становништво са 60 и више година                                                           | 2075     |
| 40  | Женско становништво са 60 и више година                                                          | 2375     |
| 41  | Однос између мушкараца и жена                                                                    | 96.78    |
| 42  | Становништво од нуле до 14 година                                                                | 19091    |
| 43  | Становништво од 15 до 64 године                                                                  | 39175    |
| 44  | Становништво од 65 година и више                                                                 | 3097     |
| 45  | Просечан број деце                                                                               | 2.46     |
| 46  | Становништво рођено у ентитету                                                                   | 56743    |
| 47  | Мушко становништво рођено у ентитету                                                             | 27955    |
| 48  | Женско становништво рођено у ентитету                                                            | 28788    |
| 49  | Становништво рођено у другом ентитету                                                            | 4160     |
| 50  | Мушко становништво рођено у другом ентитету                                                      | 1986     |
| 51  | Женско становништво рођено у другом ентитету                                                     | 2174     |
| 52  | Становништво од 5 година и више резидентно у ентитету у јуну 2005. године                        | 53146    |
| 53  | Мушко становништво старосног доба од 5 година и више, резидентно у ентитету у јуну 2005. године  | 25973    |
| 54  | Женско становништво старосног доба од 5 и више година, резидентно у ентитету у јуну 2005. године | 27173    |
| 55  | Становништво од 5 година и више које је живело у другом ентитету у јуну 2005. године             | 849      |
| 56  | Мушко становништво старије од 5 година које је живело у другом ентитету у јуну 2005. године      | 396      |
| 57  | Женско становништво старије од 5 година које је живело у другом ентитету у јуну 2005. године     | 453      |
| 58  | Становништво од 3 године и више које говори аутохтони језик                                      | 614      |
| 59  | Мушко становништво старо 3 године и више које говори аутохтони језик                             | 281      |
| 60  | Женско становништво старо 3 године и више које говори аутохтони језик                            | 333      |
| 61  | Становништво од 3 године и више које говори аутохтони језик и не говори шпански језик            | 3        |
| 62  | Мушко становништво старо 3 године и више које говори аутохтони језик и не говори шпански         | 1        |
| 63  | Женско становништво старо 3 године и више које говори аутохтони језик и не говори шпански језик  | 2        |
| 64  | Становништво старо 3 године и више које говори аутохтони језик и шпански                         | 509      |
| 65  | Мушко становништво старо 3 године и више које говори аутохтони језик и шпански                   | 228      |
| 66  | Женско становништво старо 3 године и више које говори аутохтони језик и шпански                  | 281      |
| 67  | Становништво од 5 година и више које говори аутохтони језик                                      | 601      |
| 68  | Становништво од 5 година и више које говори аутохтони језик и не говори шпански језик            | 3        |
| 69  | Становништво од 5 година и више које говори аутохтони језик и говори шпански језик               | 500      |
| 70  | Становништво у домородачким домаћинствима                                                        | 1340     |
| 71  | Становништво са ограничењима у активностима                                                      | 2094     |
| 72  | Становништво са ограниченим ходањем или кретањем, горе или доле                                  | 982      |
| 73  | Становници са ограничењима вида, чак и уз кориштење сочива                                       | 739      |
| 74  | Становништво са ограничењима говора, комуникације или конверзације                               | 232      |
| 75  | Становништво са ограниченим слухом                                                               | 249      |
| 76  | Становништво са ограничењима при одевању, купању или јелу                                        | 75       |
| 77  | Становништво са ограничењима у опажању или учењу једноставних ствари                             | 82       |
| 78  | Становништво са менталним ограничењима                                                           | 172      |
| 79  | Становништво без ограничења активности                                                           | 58336    |
| 80  | Становништво од 3 до 5 година које не похађа школу                                               | 1816     |
| 81  | Мушко становништво од 3 до 5 година које не похађа школу                                         | 934      |
| 82  | Женско становништво од 3 до 5 година које не похађа школу                                        | 882      |
| 83  | Становништво од 6 до 11 година које не похађа школу                                              | 209      |
| 84  | Мушко становништво од 6 до 11 година које не похађа школу                                        | 117      |
| 85  | Женско становништво од 6 до 11 година које не похађа школу                                       | 92       |
| 86  | Становништво од 12 до 14 година које не похађа школу                                             | 298      |
| 87  | Мушко становништво од 12 до 14 година које не похађа школу                                       | 152      |
| 88  | Женско становништво од 12 до 14 година које не похађа школу                                      | 146      |
| 89  | Становништво од 15 до 17 година похађа школу                                                     | 2412     |
| 90  | Мушко становништво од 15 до 17 година похађа школу                                               | 1201     |
| 91  | Женско становништво између 15 и 17 година живота у школи                                         | 1211     |
| 92  | Становништво од 18 до 24 године похађа школу                                                     | 1985     |
| 93  | Мушко становништво од 18 до 24 године похађа школу                                               | 939      |
| 94  | Женско становништво од 18 до 24 године похађа школу                                              | 1046     |
| 95  | Становништво од 8 до 14 година које не може да чита и пише                                       | 257      |
| 96  | Мушко становништво старосног доба од 8 до 14 година које не може да чита и пише                  | 142      |
| 97  | Женско становништво старосног доби од 8 до 14 година које не може да чита и пише                 | 115      |
| 98  | Становништво од 15 година и више које је неписмено                                               | 3502     |
| 99  | Мушко становништво од 15 година и више које је неписмено                                         | 1311     |
| 100 | Женско становништво од 15 година и више које је неписмено                                        | 2191     |
| 101 | Становништво старо 15 и више година без школовања                                                | 3500     |
| 102 | Мушко становништво старо 15 и више година без школовања                                          | 1416     |
| 103 | Женско становништво старо 15 и више година без школовања                                         | 2084     |
| 104 | Становништво старосног доба 15 и више година са непотпуним основним образовањем                  | 6856     |
| 105 | Мушко становништво старосног доба од 15 година и више са непотпуном основним образовањем         | 3306     |
| 106 | Женско становништво старосног доба 15 и више година са непотпуном основним образовањем           | 3550     |
| 107 | Становништво старо 15 и више година са комплетним основним образовањем                           | 6840     |
| 108 | Мушко становништво старо 15 година и више са комплетним основним образовањем                     | 3337     |
| 109 | Женско становништво старо 15 и више година са комплетним основним образовањем                    | 3503     |
| 110 | Становништво старосног доба 15 и више година са непотпуним средњим образовањем                   | 2230     |
| 111 | Мушко становништво старосног доба од 15 година и више са непотпуним средњим образовањем          | 1276     |
| 112 | Женско становништво старосног доба од 15 година и више са непотпуним средњим образовањем         | 954      |
| 113 | Становништво старо 15 и више година са пуним секундарном образовањем                             | 10344    |
| 114 | Мушко становништво старосног доба од 15 година и више са пуним секундарном образовањем           | 5306     |
| 115 | Женско становништво старосног доба од 15 година и више са пуним секундарном образовањем          | 5038     |
| 116 | Становништво старије од 18 година са постосновним образовањем                                    | 10919    |
| 117 | Мушко становништво старије од 18 година са постосновним образовањем                              | 5141     |
| 118 | Женско становништво старије од 18 година са постосновним образовањем                             | 5778     |
| 119 | Просечна оцена школовања                                                                         | 7.92     |
| 120 | Просечан ниво образовања мушке популације                                                        | 8.01     |
| 121 | Просечан ниво образовања женског становништва                                                    | 7.84     |
| 122 | Економски активно становништво                                                                   | 24895    |
| 123 | Економски активна мушка популација                                                               | 16716    |
| 124 | Економски активна женска популација                                                              | 8179     |
| 125 | Становништво које није економски активно                                                         | 20483    |
| 126 | Мушко становништво које није економски активно                                                   | 5125     |
| 127 | Женско становништво које није економски активно                                                  | 15358    |
| 128 | Запослено становништво                                                                           | 23465    |
| 129 | Запослено мушко становништво                                                                     | 15547    |
| 130 | Запослено женско становништво                                                                    | 7918     |
| 131 | Незапослена популација                                                                           | 1430     |
| 132 | Незапослена мушка популација                                                                     | 1169     |
| 133 | Незапослена женска популација                                                                    | 261      |
| 134 | Становништво без права на здравствене услуге                                                     | 21259    |
| 135 | Становништво које има право на здравствене услуге                                                | 39586    |
| 136 | Становништво које има право на ИМСС                                                              | 6539     |
| 137 | Становништво које има право на социјално осигурање                                               | 1281     |
| 138 | Становништво које има право на државно социјално осигурање                                       | 4201     |
| 139 | Становништво које има право на опште осигурање или здравствено осигурање за нову генерацију      | 26723    |
| 140 | Становништво које је било једном или није било у браку током 12 година и више                    | 15939    |
| 141 | Венчано или уједињено становништво од 12 година и више                                           | 25816    |
| 142 | Становништво које је било у браку или уједињено 12 година и више                                 | 4072     |
| 143 | Становништво са католичком религијом                                                             | 58023    |
| 144 | Протестанти, еванђелисти и библијски следбеници различити од еванђелиста                         | 1954     |
| 145 | Становништво са другим религијама различитим од претходних                                       | 41       |
| 146 | Становништво без религије                                                                        | 528      |
| 147 | Укупно пописаних домаћинства                                                                     | 14778    |
| 148 | Пописна домаћинства на челу са мушкарцима                                                        | 11227    |
| 149 | Пописна домаћинства на челу са женама                                                            | 3551     |
| 150 | Становништво у пописним домаћинствима                                                            | 60980    |
| 151 | Становништво у пописним домаћинствима на челу са мушкарцима                                      | 48148    |
| 152 | Становништво у пописним домаћинствима на челу са женама                                          | 12832    |
| 153 | Укупно домаћинстава                                                                              | 21355    |
| 154 | Укупно насељених домаћинстава                                                                    | 14843    |
| 155 | Укупно приватних кућа                                                                            | 21290    |
| 156 | Насељени приватни домови                                                                         | 14778    |
| 157 | Укупно насељених приватних кућа                                                                  | 14838    |
| 158 | Ненасељене приватне куће                                                                         | 1827     |
| 159 | Појединачна домаћинства за привремену употребу                                                   | 4685     |
| 160 | Становници у насељеним приватним кућама                                                          | 60980    |
| 161 | Насељеност станара у приватним становима                                                         | 4.13     |
| 162 | Просечно становника по соби у приватним насељеним домаћинствима                                  | 1.24     |
| 163 | Појединачна домаћинства са подовима од различитих материјала од земље                            | 13637    |
| 164 | Појединачна домаћинства у приземљу                                                               | 1089     |
| 165 | Појединачна домаћинства са једном спаваћом собом                                                 | 5744     |
| 166 | Појединачна домаћинства са две спаваће собе и више                                               | 8991     |
| 167 | Појединачна домаћинства са једним собом                                                          | 1318     |
| 168 | Појединачна домаћинства са две собе                                                              | 3494     |
| 169 | Појединачна домаћинства са 3 собе и више                                                         | 9896     |
| 170 | Појединачна домаћинства која имају електрично светло                                             | 14417    |
| 171 | Појединачна домаћинства која немају електрично светло                                            | 321      |
| 172 | Појединачна домаћинства која имају водоводну воду у стамбеном простору                           | 13497    |
| 173 | Појединачна домаћинства која немају водоводну воду у стамбеном простору                          | 1220     |
| 174 | Појединачна домаћинства која имају тоалет                                                        | 13503    |
| 175 | Појединачна домаћинства која имају канализацију                                                  | 13385    |
| 176 | Појединачна домаћинства која немају канализацију                                                 | 1200     |
| 177 | Појединачна домаћинства која имају електрично светло, довод воде из јавне мреже и канализацију   | 12554    |
| 178 | Појединачна домаћинства без икаквих услова                                                       | 533      |
| 179 | Појединачна домаћинства која имају радио                                                         | 9338     |
| 180 | Појединачна домаћинства која имају телевизор                                                     | 13642    |
| 181 | Појединачна домаћинства која имају фрижидер                                                      | 10951    |
| 182 | Појединачна домаћинства која имају машину за веш                                                 | 7556     |
| 183 | Појединачна домаћинства која имају аутомобил или комби                                           | 5482     |
| 184 | Појединачна домаћинства која имају рачунар                                                       | 3067     |
| 185 | Појединачна домаћинства која имају фиксну телефонску линију                                      | 4401     |
| 186 | Појединачна домаћинства која имају мобилни телефон                                               | 8610     |
| 187 | Појединачна домаћинства која имају приступ интернету                                             | 2085     |